# Fase anale
Secondo il modello di sviluppo a fasi di Freud, la fase anale è il secondo periodo di sviluppo del bambino: essa succede alla fase orale e precede la fase fallica. Si colloca a un'età compresa fra i 18 e i 36 mesi circa.
In questo periodo gli interessi del bambino si spostano dalla zona orale a quella anale, in concomitanza con lo sviluppo fisico e l'acquisizione del controllo delle funzioni sfinteriche.
Il bambino prova appagamento nel gestire i movimenti sfinterici in autonomia, e in essi trova il soddisfacimento delle pulsioni imparando così a sviluppare autostima e autonomia.
Il bambino inoltre prova interesse e piacere per i propri escrementi, tanto da considerarli talvolta come un dono fatto alla madre.
Anche in questa fase, come in quella orale, il bambino può provare angoscia e frustrazione riconducibili al rapporto individuo/società: le istituzioni esigono dall'individuo adeguamento alle norme e autocontrollo — in questo caso, i genitori esigono che il bambino si abitui ad utilizzare il vasino e si autocontrolli.
Secondo le teorie di Freud, l'incapacità di risolvere i conflitti in questa fase può portare allo sviluppo di una fissazione anale ritentiva o anale espulsiva.
Il cambiamento nella capacità di gestione degli sfinteri è il primo passo verso la gratificazione libidica (erotismo anale) e verso l'emergere di un carattere aggressivo (sadismo anale).
La fissazione subentra in questa fase: ove ci sia stata una eccessiva gratificazione nella fase anale, essa porta allo sviluppo di una fissazione anale espulsiva che si ha in genere quando i genitori sono stati troppo permissivi con l'educazione. Il bambino sarà portato a defecare in posti non opportuni, o immediatamente prima o dopo essere stato posto sul vasino.
In futuro il carattere anale espulsivo svilupperà una personalità estremamente disordinata, crudele, e distruttiva, con tendenza alla manipolazione.
Viceversa, quando la gratificazione non sia stata soddisfacente, la fissazione sarà di tipo anale ritentiva e il bambino proverà piacere nel trattenere le feci a dispetto dell'educazione fornita dai genitori. Il carattere anale ritentivo è proprio di una personalità molto attenta ai dettagli, parsimoniosa e avara con il denaro, con un estremo senso del possesso, molto organizzata e nello stesso tempo anche ossessionata per l'ordine e l'igiene, estremamente testarda e ostinata.